# Кинематика
Кинематика (франц. cinématique, према грч. ϰίνημα, генитив ϰıνηματος: кретање) део је класичне механике која проучава кретања механичких објеката, не узимајући у обзир њихову материјалност, као ни узроке који условљавају та кретања. Кинематика, као поље изучавања, често се назива „геометријом кретања” и повремено је виђена као грана математике. Назив је 1834. увео Андре-Мари Ампер. Кретање тачке или честице у простору, то јест њена путања, брзина и убрзање, потпуно је одређено ако је позната промена њене три координате положаја у времену. Кретање крутога тела одређено је познавањем кретања једне тачке тела и промене оријентације тела према координатним осима у времену. Кинематика механизама проучава кретање саставних делова механизама, независно од узрока кретања.
Као засебан део теоријске механике кинематика се издвојила у првој половини 19. века јер се показало да је у многим проблемима у теоријској механици значајно проучити геометријска својства кретања посматраног објекта, не узимајући у обзир његову тежину, структуру, као ни силе које су узрок тог кретања. Због тога се кинематика назива и геометрија кретања. На исти начин, статика се може назвати геометрија сила. Модел тела које се проучава у кинематици, као и у статици, је круто тело и представља тело које не мења свој геометријски облик и запремину (не деформише се) при дејству других тела на њега.

## Значај проучавања кинематике
Проучавање кинематике од вишеструког значаја. Пре свега, кинематика је увод у динамику која у својим разматрањима узима у обзир и масе посматраних објеката, као и силе које изазивају њихово кретање.
Кинематичке величине, брзина и убрзање, имају значајну улогу и у другим гранама механике, као што је теорија осцилација. Познато је да постоји аналогија између појава које се посматрају у теорији осцилација и електротехници, посебно у подручју слабих струја. Како се у овим појавама карактеристичне кинематичке величине периодично понављају, проучавање кинематике осцилаторног кретања игра значајну улогу.
Осим тога, кинематика представља основу за конструисање механизама и машина и незаобилазна је при пројектовању сваке покретне конструкције.

## Основни задаци кинематике
Положај посматраног објекта у простору у односу на основно тело одређује се одговарајућим величинама. Изрази помоћу који се одређују положаји објекта у сваком тренутку у односу на основно тело називају се једначине кретања или закони кретања посматраног објекта.
Намећу се два основна задатка кинематике:
- одређивање кретања посматраног објекта у односу на изабрано основно тело, односно одређивање једначина кретања;
- полазећи од једначина кретања посматраног објекта, које су или задате или одређене, циљ другог (основног) задатка кинематике је одређивање карактеристика посматраног кретања, као што су: трајекторија, брзина, убрзање итд.

## Историја
Историја динамике и кинематике започиње заправо с ренесансом која је имала главну заслугу. О динамици је стари свет имао непотпуно и делимично потпуно погрешне представе. Тако оштри мислиоци као антички Грци у математици и филозофији нису развили ни најосновније динамичке појмове. Тек понегде се наилази на трагове динамичких начела. Свеукупна слика о кретању тела је мутна и мистична. Недовољно искуство навело је Грке на мишљење да кретање неког тела траје само тако дуго док на тело делује сила. Када престаје деловање такве силе, тада престаје и кретање тела. Будући да се све у свемиру непрестано креће, морао би постојати нео ко читав тај свет стално покреће. О падању тела се наилази у Аристотеловој физици на сасвим погрешне ставке. На спекулативан начин доказује Аристотел, да тежа тела падају брже, а лакша спорије. Попут осталих идеалистичких филозофа он се мало брине за искуство.
Док се о природи само спекулисало, било је Аристотелово мишљење добро као и свако друго, међутим с развојем експерименталних метода (експеримената) на почетку новог века убрзо су се показала неодрживим стара динамичка схватања. Неуморним скупљањем искуства и стварањем експерименталне методике, која остварује што једноставније физичке односе, динамика је напредовала корак по корак. Један од првих је Л. да Винчи који је деломично спознао законе кретања на косини. Настављајући таква испитивања, дошао је Г. Галилеј до закона слободног пада и кретања по косини. Галилеј је врло тачно одредио основне појмове механике, као брзину, убрзање, једнолико праволинијско кретање и једнолико убрзано кретање. Читава даља изградња динамике темељи се на његову раду. Галилеј је спознао слободни пад као особити случај једноликог убрзаног кретања, и он је из дефиниције једнолико убрзаног кретања извео законе слободног пада. Свестрани експерименти су показали да у простору без ваздуха сва тела падају једнако брзо. Поред закона слободног пада, Галилеј је поставио и законе кретања на косини. Гранични случај кретања на косини је кретање на водоравној равни, кретање једнолико по правцу.
Помним испитивањима Галилеј је утврдио да се на водоравним глатким равнима крећу тела то даље што је трење мање. Поопштивши таква искуства, Галилеј је поставио темељни закон да се сва тела изван деловања сила крећу константном брзином по правцу или мирују. Појам тромости или инерције био је с развојем ратне технике, пушака и топова приправљен; његово опште одређивање било је само питање времена.

## Кретање
Кретање је основни појам у механици, одређен (дефинисан) као промена положаја тела у односу на неки систем (референтни систем) током времена. Кретање честица (молекула, атома, субатомских честица) бави се физика у ширем смислу. Две су основне врсте кретања транслација или праволинијско кретање (мењање положаја без промене оријентације) и ротација (вртња тела). Промена положаја тачке тела у времену јесте брзина, а промена угла закрета у времену код вртње тела око осе јесте угаона брзина. Важнија су кретања осцилаторна, кретање таласа и топлотна (термичка) кретања (осцилације кристалне решетке, Брауново кретање). Уз кретање тела, односно честице, везани су појмови кинетичке енергије, количине кретања, и момента количине кретања (угаона количина кретања). Те се величине мењају само под деловањем сила. Преношење звучних таласа такође представља кретање с преносом енергије и импулса, а топлотним кретањем преноси се топлотна енергија (топлота).

### Први Њутнов закон
Први Њутнов закон (закон тромости или инерције) тврди да свако тело остаје у стању мировања или једноликог кретања по правцу док га нека спољна сила не присили да то стање промени. Тај је аксиом Исак Њутн преузео од Галилеа Галилеја, који га је извео већ 1638.

### Транслација
Транслација (лат. translatio: пренос) или транслација крутога тела, у механици, је кретање крутог тела без ротације при којем се све тачке тела крећу по једнаким путањама. Транслаторно кретање или праволинијско кретање је кретање у којем све тачке крутог тела у једном тренутку имају исту брзину и превале исти пут, и зато је свака на том телу за време кретања сама себи паралелна.

#### Једнолико праволинијско кретање
Једнолико праволинијско кретање или једнолико кретање по правцу је кретање тела без убрзања. Тело се креће увек истом брзином v и током читавог пута преваљује увек једнаке путеве s. Једначина за брзину тела током једноликог праволинијског кретања је:
{\displaystyle v={s \over t}}

#### Једнолико убрзано кретање по правцу
Једнолико убрзано кретање по правцу или једнолико убрзано праволинијско кретање је кретање по правцу код којег се убрзање (акцелерација) не мења, то јест то је кретање сталним (константним) убрзањем. То значи да је право убрзање једнако средњем (просечном) у било којем временском размаку (интервалу). Потпуно исто значење има одређење да се код једнолико убрзаног кретања по правцу брзина промени за једнаке износе у једнаким временским размацима (интервалима). Величине које описују кретање су убрзање, брзина и пређени пут, те се као функције времена описују следећим једначинама:
{\displaystyle a=konst.}
{\displaystyle v=a\cdot t+v_{0}}
{\displaystyle s={a \over 2}\cdot t^{2}+v_{0}\cdot t}

#### Слободни пад
Слободни пад је једнолико убрзано праволинијско кретање тела без почетне брзине, узроковано деловањем Земљине привлачне силе или силе теже (гравитација), као и појава тежине тела. При томе тело при паду уз стално убрзање преваљује све већи пут, јер је брзина пада све већа. Важно је напоменути да убрзање тела не зависи од масе тела. У слободном паду преваљени пут тела које слободно пада (иначе се означава са s) је у овом случају висина с које тело пада те се означава с h, акцелерација или убрзање (иначе се означава с a) је у овом случају гравитација те се означава с g, време с t, а брзина са v. Једначина једноликог убрзаног кретања по правцу:
{\displaystyle v=a\cdot t}
постаје једначина слободног пада:
{\displaystyle v=g\cdot t}
Једначина која описује зависност времена од висине с које тело пада и гравитације, гласи:
{\displaystyle {t^{2}}={\frac {2\cdot h}{g}}=>t={\sqrt {\frac {2\cdot h}{g}}}=>h={\frac {g\cdot t^{2}}{2}}={\frac {v\cdot t}{2}}}
Једначина која описује зависност брзине од висине с које тело пада и гравитације, гласи:
{\displaystyle {v^{2}}={2\cdot h\cdot g}=>v={\sqrt {2\cdot h\cdot g}}=>h={\frac {v^{2}}{2\cdot g}}}
Оно што је видљиво јесте да без отпора ваздуха (вакуум) да слободни пад није зависан од тежине неког тела које је у слободном паду, већ је искључиво зависан од силе теже.

#### Коси хитац
Коси хитац је криволинијско кретање настало када вектор почетне брзине избаченог тела није ни водораван ни вертикалан. Путања тела има облик параболе с теменом на врху. На избачено тело делује вектор косе почетне брзине те убрзање земљине силе теже.
Хитац је избачај тела у простор и сложено кретање које настане када на избачено тело делује сила тежа. Зависно од смера вектора почетне брзине према сили тежи, хитац може бити хоризонтални или водоравни (кретање материјалне тачке која је избачена водоравно у пољу силе теже), вертикални (кретање материјалне тачке која је избачена у пољу силе теже вертикално према горе или према доле) и коси (кретање материјалне тачке која је избачена у пољу силе теже под углом према водоравној равни). Ако је отпор ваздуха занемарив, путања кретања је парабола.

### Вртња или ротација
Вртња или ротација (лат.  : окретање, обртање), у физици, је окретање крутог тела око осе. Тачке тела у вртњи описују кружнице којима је средиште на оси вртње, мирују једино тачке на оси вртње. Вртња може бити једнолика, једнолико убрзана или неправилна.

#### Униформно кретање по кружници
Униформно кретање по кружници или униформно кружно кретање је такво кружно кретање код којег брзина не мења износ. Ако се посматра кретање тачке или честице (тела занемариве величине) по кружници. Код већег тела посматра се кретање по кружници његовог центра маса. Свако једнолико кретање може се одредити као кретање код којег тачка (тело) у једнаким временским интервалима (временским размацима) прелази једнаке путеве. То значи да су просечни износи брзине у свим временским размацима једнаки, то јест да брзина не мења износ. Приликом једнолике вртње (ротације) крутог тела око непомичне осе, не мења се његова угаона брзина, а његове се тачке једнолико кружно крећу по кружницама нормалним на ту осу, којима је средиште на тој оси.